# Wilhelm Bauer (Schiff)
Die Wilhelm Bauer war ein U-Boot-Begleitschiff der deutschen Kriegsmarine im Zweiten Weltkrieg.  Sie war benannt nach dem Pionier des U-Boot-Baus Wilhelm Bauer und war das erste von insgesamt acht geplanten Schiffen ihrer Klasse, von denen allerdings nur vier auf Stapel gelegt und nur drei fertiggestellt wurden, neben dem Typschiff Wilhelm Bauer nur noch die Waldemar Kophamel und die etwas größere Otto Wünsche.  Die drei Schiffe waren die größten Flottentender der Kriegsmarine.

## Bau und Technische Daten
Das Schiff wurde 1937 bei den Howaldtswerke Kriegsmarinewerft in Kiel auf Stapel gelegt, lief dort am 20. Dezember 1938 vom Stapel und wurde am 30. April 1940 in Dienst gestellt. Es war 132,7 m lang (126,2 m in der Wasserlinie) und 16 m breit, hatte einen Tiefgang von 4,97 m und verdrängte 5600 t. Es war mit vier (ab 1944 nur noch zwei) 10,5-cm L/45 Flak, ab 1944 einer 4-cm-Flak Bofors, zwei 3,7-cm-Flak und vier (ab 1944 zwölf) 2-cm-Flak bewaffnet. Die Besatzung zählte 289 Mann, und das Schiff bot bis zu 423 Mann U-Boot-Besatzungen Unterkunft.  Zwei Propeller und vier MAN-Dieselmotoren mit zusammen 12.400 PS verliehen dem Schiff eine Höchstgeschwindigkeit von 20,5 Knoten.  Der Aktionsradius betrug 9000 Seemeilen bei 15 Knoten Marschgeschwindigkeit.

## Schicksal
Das Schiff diente zunächst bei der Technischen Ausbildungsgruppe für Front-U-Boote („Agrufront“) und ab Juli 1940 bei der 27. U-Flottille.  Im März 1945 kam es zur 25. U-Flottille.  Schon bald darauf, am 8. April 1945, wurde es in Travemünde durch Treffer britischer Fliegerbomben versenkt. Das Wrack wurde 1950/51 gehoben und anschließend abgewrackt.